# Breckland Beira
La Breckland Beira è una vettura realizzata dalla Breckland Technology nel 2008.

## Sviluppo
La Beira si pone come la prima vettura sviluppata dalla Breckland Technology, una società automobilistica britannica con sede a Norfolk che fa parte della multinazionale cinese Riche Holdings.

## Tecnica
La vettura aveva una configurazione roadster biposto equipaggiata con un propulsore GM LS2 V8 6.0 da 400 CV di potenza gestito da un cambio Tremec a sei velocità manuale. Ciò permetteva una velocità massima autolimitata di 250 km/h. Sempre di origine GM era la piattaforma Kappa su cui si basava il mezzo, mentre l'alimentazione era ibrida GPL/benzina. Le sospensioni progettate dalla KW Suspension erano di tipo indipendente e l'impianto frenante composto da quattro freni a disco ventilati era fornito dalla HiSpec. Gli pneumatici da 18" erano della Bridgston ed avvolgevano dei cerchi in lega di tipo sportivo. Il corpo vettura era in acciaio e alluminio.